# Бишівська вулиця
Би́шівська ву́лиця — зникла вулиця, що існувала в Дніпровському районі міста Києва, місцевість Стара Дарниця. Пролягала від Гродненського провулку до вулиці Микешина. 

## Історія
Вулиця виникла в 1-й третині XX століття під назвою Шевченка (Шевченківська). Назву Бишівська вулиця отримала 1955 року. 
Ліквідована в 1980-ті роки у зв'язку з частковим знесенням малоповерхової забудови Старої Дарниці. 